# یونی سارکینن
یونی سارکینن (به فنلاندی: Jonni Sarkkinen،  زادهٔ ۲۹ آوریل ۲۰۰۲) یک کشتی‌گیر فرنگی‌کار اهل کشور فنلاند است. وی سابقه حضور در المپیک ۲۰۲۴ پاریس را دارد. 